# Eddie Miller

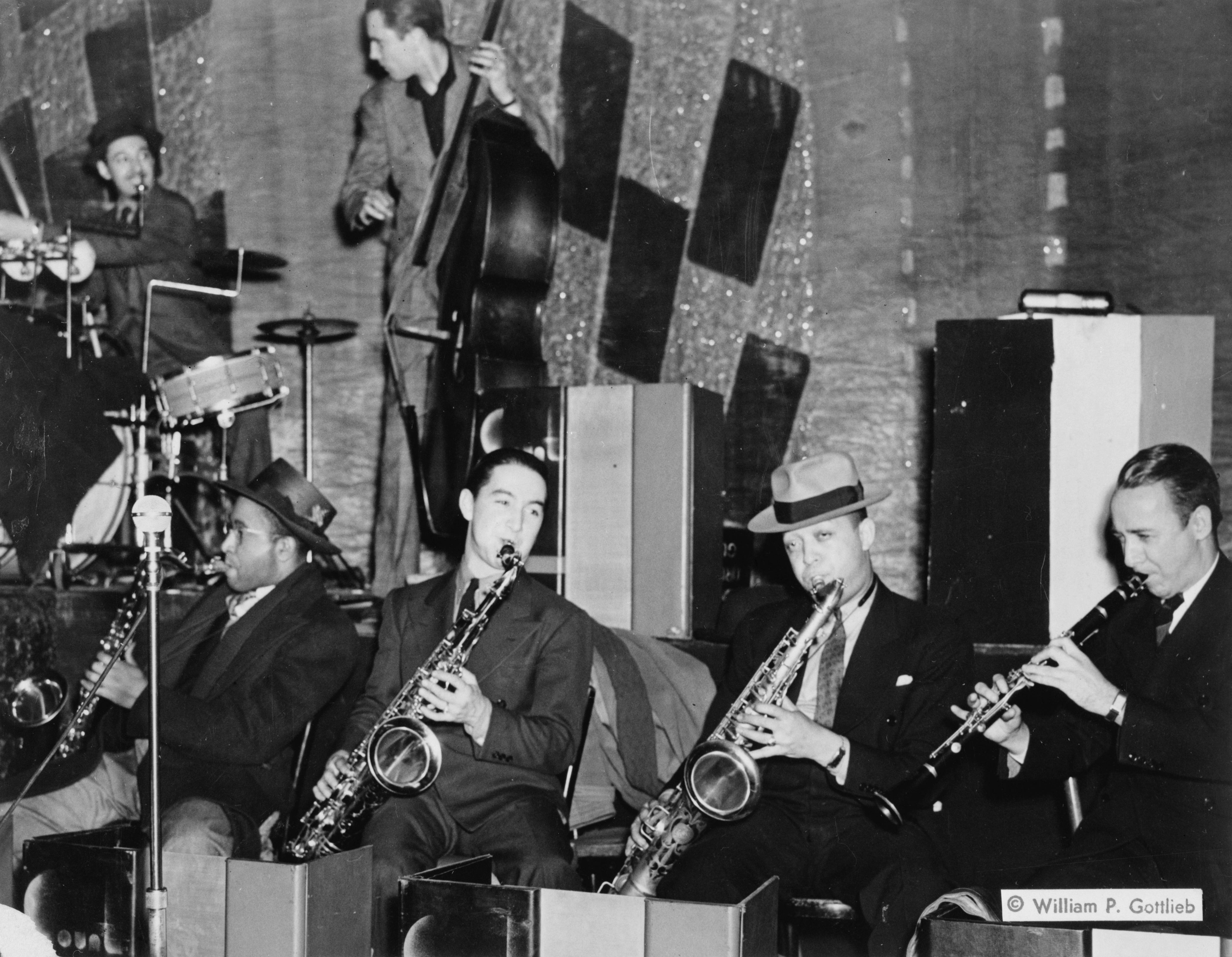
Ray Bauduc, Herschel Evans, Bob Haggart, Eddie Miller, Lester Young, Matty Matlock, Howard Theatre, Washington D.C., ca. 1941.
Fotografie von William P. Gottlieb.

Eddie Miller (* 23. Juni 1911 in New Orleans als Edward Raymond Müller; † 1. April 1991 in Philadelphia) war ein US-amerikanischer Jazz-Tenorsaxophonist, Klarinettist und Sänger des Oldtime Jazz und Swing.
Eddie Miller begann 1927 als professioneller Musiker in New Orleans. Seine ersten Aufnahmen stammen von 1930. Er arbeitete ab 1930 in der Big Band von Ben Pollack und danach als Solist bis zur Auflösung der Band 1942 in der von Bob Crosby, der Pollacks Band 1934 übernahm. In der Crosby-Band trat Miller 1941 auch als Sänger der Blues-Nummer „I Was Only a Dream“ (von Kokomo Arnold) in Erscheinung.
Miller war auch ab 1935 Mitglied der „Bobcats“ von Bob Crosby. Nach der Zeit bei Crosby hatte er kurze Zeit eine eigene Band (mit Sänger Ray Eberle), bevor er zum Militär eingezogen wurde; er wurde wegen Krankheit bald darauf entlassen. Er ließ sich in Los Angeles nieder, wo er als Studio-Musiker bei 20th Century Fox tätig war. 1940 gehörte er zu den Metronome All-Stars mit Harry James, Jack Teagarden, Benny Carter, Charlie Christian und Gene Krupa. Bei Capitol wirkte er 1944 an Sessions  der Capitol Jazzmen mit Shorty Sherock, Barney Bigard, Pete Johnson mit der Sängerin Peggy Lee mit. Er arbeitete daneben immer wieder mit eigenen Gruppen; Mitte der 1940er Jahre spielten in seinen Formationen u. a. Harry Babasin, Pete Daily, Nappy Lamare, Artie Shapiro und Nick Fatool. 1947 spielte er in der Begleitband des R&B-Sängers Jeese Price. Ab den 1950er Jahren bis in die 1980er trat er in Reunions der Crosby Band auf und arbeitete Anfang der 1960er-Jahre im Orchester von Ray Conniff und von 1967 bis 1976 mit Pete Fountain in New Orleans. Miller war aktiv bis in die 1980er Jahre; 1987 nahm er mit Nick Fatool auf.
Miller komponierte auch, u. a. den Jazz-Standard „Slow Mood“ (nach der Bearbeitung von Johnny Mercer bekannt als „Lazy Mood“).
1998 wurde er in die Big Band Jazz Hall of Fame aufgenommen.

## Diskographische Hinweise
- Swinging Tenors – Bud Freeman / Eddie Miller (Affinity, 1944–47 (Miller) bzw. 1953 (Freeman))
- Wild Bill Davison and Eddie Miller Play Hoagy Carmichael (Real Time Records 1981) u. a. mit Nat Pierce und Howard Alden
- George Van Eps: Once in Awhile (Delmark, ed. 2014).